# Zero Dark Thirty
Zero Dark Thirty er en amerikansk film fra 2012 instrueret af Kathryn Bigelow, der handler om CIA's jagt på Osama Bin Laden og om hvordan en kvindelig agent igennem 10 år kæmper sig op i systemet på trods af konstant nedvurdering i jagten på verdens mest eftersøgte terrorist.
Filmen var i 2013 nomineret til 5 Oscars, blandt andet Bedste Film, Bedste Kvindelige Hovedrolle (Jessica Chastain) og Bedste Manuskript (Mark Boal). Filmen løb dog kun med én Oscar, nemlig for Bedste Lydredigering, men har udover det vundet 55 priser verden over. Filmen er instrueret af Kathryn Bigelow, der i øvrigt vandt en Oscar for Bedste Instruktør i 2008 for filmen The Hurt Locker.

## Rollebesætning
- Jessica Chastain som Maya Lambert, en ung CIA intelligens analytiker[4]
- Jason Clarke som Dan, en CIA-intelligensspecialist
- Joel Edgerton som Patrick, en U.S. Navy SEAL team leder
- Jennifer Ehle som Jessica, en senior CIA analytiker
- Mark Strong som George, en senior CIA supervisor[4]
- Kyle Chandler som Joseph Bradley, Islamabad C.I.A. Station Chief
- Édgar Ramírez som Larry, a C.I.A. Special Activities Division officer
- James Gandolfini som C.I.A. Director
- Chris Pratt som Justin, a U.S. Navy SEAL
- Callan Mulvey som Saber, a U.S. Navy SEAL
- Fares Fares som Hakim, a C.I.A. Special Activities Division officer
- Reda Kateb som Ammar
- Homayoun Ershadi som Hassan Ghul
- Yoav Levi som Abu Farraj al-Libbi
- Harold Perrineau som Jack, en CIA intelligens analytiker
- Stephen Dillane som national sikkerhedsrådgiver
- Taylor Kinney som Jared, en U.S. Navy SEAL
- Mark Duplass som Steve, en CIA-analytiker
- Frank Grillo som Red Squadron kommanderende officer
- Alexander Karim som fange på monitor
- Fredric Lehne som The Wolf, en CIA-sektion chef
- Scott Adkins som John, en CIA Special Activities Division officer
- Mark Valley som C-130 pilot
- Ricky Sekhon som Osama bin Laden
- John Barrowman som Jeremy
- Christopher Stanley som Viceadmiral Bill McCraven
- Jessie Collins som Debbie